# Pontus Wernbloom
Pontus Anders Mikael Wernbloom, född 25 juni 1986 i Kungälv, är en svensk före detta fotbollsspelare.

## Uppväxt
Wernbloom växte upp i Kungälv, under många år som enda barn till en ensamstående ung mor som arbetade inom vården. Själv gick han på Vikingaskolan.

## Klubbkarriär
Wernbloom värvades 2004 till IFK Göteborg från moderklubben IK Kongahälla, där han i tonårens spelade i A-laget. Vid debuten i Allsvenskan hösten 2005 blev Wernbloom uppmärksammad för sin hårda spelstil. Han blev IFK Göteborgs mest varnade spelare 2005 med fyra gula- och ett rött kort på sju matcher. Efter säsongen 2005 slutade Håkan Mild och Wernbloom tog 2006 över dennes mittfältsplats i IFK Göteborg. 
Under 2007 blev det allt svårare för Wernbloom att ta plats på IFK Göteborgs mittfält, då det inte fanns lika stort utrymme för en spelare av hans typ i klubbens nya fotbollsfilosofi. Efter att Marcus Berg blivit proffs omskolades Wernbloom till anfallare och fick en ordinarie plats i laget.
Den 29 april 2009 tillkännagavs att Wernbloom skrivit på för holländska AZ Alkmaar och lämnade IFK Göteborg efter Allsvenskans vårsäsong. Han spelade sin sista match med Göteborgslaget 30 maj 2009 på Gamla Ullevi och blev efter matchen hyllad av Göteborgsfansen. Han spelade totalt 157 A-lagsmatcher i IFK Göteborg och gjorde 52 mål.
I januari 2012 lämnade Wernbloom AZ Alkmaar för att teckna ett 4,5-årigt kontrakt med den ryska toppklubben CSKA Moskva.
Han gjorde mål i den tredje övertidsminuten i sin debut mot spanska Real Madrid i ett minus tio grader kallt Moskva. Matchen slutade 1-1.  
Efter matchen fick han kritik av Real-tränaren José Mourinho, som tyckte att Wernbloom försökte skada spelarna.
I augusti 2018 blev Wernbloom klar för grekiska PAOK. 33-åringen hade otur och åkte på en skada på hälsenan i december 2018. Den höll honom borta från spel en längre tid, när klubben blev ligamästare 2019. Den 21 augusti 2020 återvände Wernbloom till IFK Göteborg.
Den 14 juli 2021 meddelade Wernbloom att han avslutade sin karriär på grund återkommande skadebekymmer.

## Landslagskarriär
År 2006 gjorde han debut för Sveriges U21-herrlandslag i fotboll.
Wernbloom var en del av det svenska A-landslaget redan under januariturnén 2007 då han debuterade under Lars Lagerbäck i en träningslandskamp mot Ecuador. Han gjorde båda målen när Erlk Hamrén fick sin första vinst i EM-kvalet till EM 2012, när Sverige vann med 2-0 mot Ungern den 3 september 2010 på Råsunda.  Wernbloom startade även VM-kvalmatchen mot Tyskland den 16 oktober 2012 som blev kallad "Bragden i Berlin", men blev utbytt i paus.   Han avslutade sin landslagskarriär som 30-åring efter EM-slutspelet i Frankrike 2016, där han blev utan speltid. Det blev totalt 51 landskamper och två mål för Wernbloom. 

## Meriter
- Rysk mästare med CSKA Moskva 2012/2013, 2013/2014 och 2015/2016
- Vinnare av Svenska cupen med IFK Göteborg 2008
- Guld i Supercupen med IFK Göteborg 2007/08
- Svensk mästare med IFK Göteborg 2007
- Stora Silvret med IFK Göteborg 2005
- Delad 3:e plats tillsammans med Italien i U21-EM (2009) i Sverige.

### Webbkällor
- Pontus Wernbloom på Svenska Fotbollförbundets webbplats
- Pontus Wernbloom på Soccerway (engelska)